# جبل الأعلى (إدلب)
جبل الأعلى أو جبل السُمَّاق يقع شمال غرب محافظة إدلب، يمتد على مساحة 230 كم² بارتفاع يصل إلى 657 مترًا. يشكّل مع جبلي جبل باريشا والدويلي ما يُعرف بجبال حارم.

## تاريخ
ازدهرت المنطقة في عهد فيليب العربي الذي ساهم في تطوير العمران منذ عام 244م. شهدت المنطقة انتشار المسيحية بعد ظهورها في فلسطين، وتحولت معابدها الوثنية إلى كنائس وأديرة لا تزال آثارها قائمة. بعدها أصبح الجبل موطنًا تاريخيًا للدروز، وتنتشر فيه قرى درزية أبرزها: قلب لوزة، بنابل، كفر كيلا، عبريتا، وجدعين. يتميز السكان بحياة بسيطة تعتمد على زراعة القمح والزيتون، مع معاناة في توفير المياه وصعوبة المواصلات.